# Jingshan (Hubei)
Jingshan (京山市S, Jīngshān ShìP) è una città-contea della Cina, situata nella provincia di Hubei e amministrata dalla prefettura di Jingmen.